# Adam Kompała
Adam Grzegorz Kompała (né le 18 août 1973 à Bielszowice, quartier de Ruda Śląska en Silésie) est un ancien joueur de football polonais.
Il est connu pour avoir fini meilleur buteur du championnat de Pologne lors de la saison 1999-2000 avec 19 buts.